# Bok s kostmi

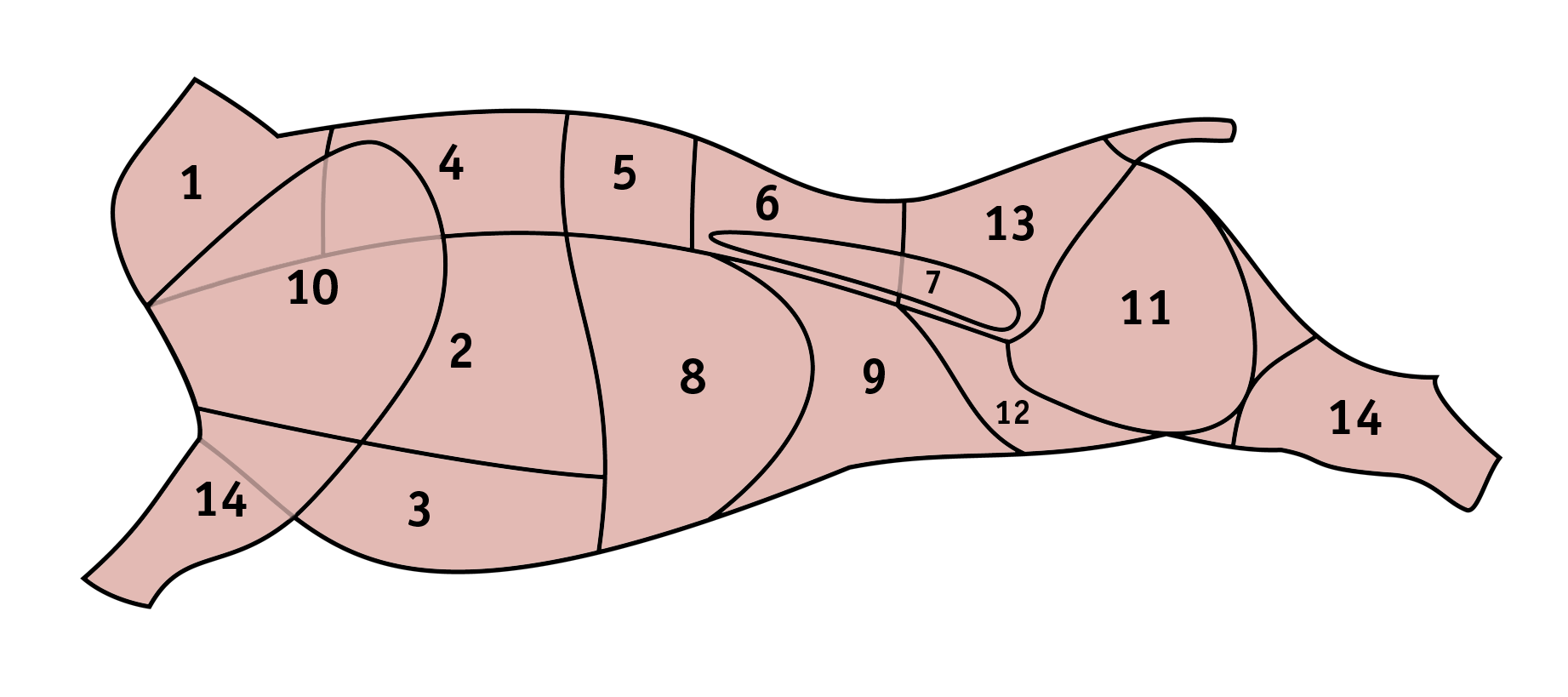
Schematické znázornění dílů hovězího masa - bok s kostmi je pod číslem 8

Bok s kostmi, neboli pupeční žebro, je část přední čtvrtě jatečně opracované půlky jatečného skotu a koní, jedná se o zadní část žeber. U jatečných prasat je bok z povahy dělení půlek vždy s kostí.
Kostní podklad hovězího boku s kostmi tvoří hrudní často posledního, tedy 9. až 13. žebra, s příslušnými žeberními chrupavkami, svalovinu pak hlavně široký sval zádový (m. latissimus dorsi), šikmý vnější i vnitřní břišní sval (m. obliquus externus abdominis, m. obliquus internus abdominis), přímý sval břišní (m. rectus abdominis), hluboký prsní sval (m. pectoralis profundus) a mezižeberní svaly. U skotu o živé hmotnosti 500 kg činí hmotnost boku s kostmi v jatečné půlce průměrně 4,9 kg.